# Рихтгофен, Освальд фон
Барон Освальд Самуэль Константин фон Рихтгофен (нем. Oswald Samuel Konstantin Freiherr von Richthofen; 13 октября 1847, Яссы, Молдавское княжество — 17 января 1906, Берлин Германская империя) — германский государственный деятель, статс-секретарь министерства иностранных дел Германской империи (1900—1906).

## Биография
Родился в семье дипломата Эмиля Рихтгофена, занимавшего на тот момент пост генерального консула в Яссах (Княжество Молдавия). Затем его родители переехали в Мексику, где он учился в испанской школе. В десятилетнем возрасте поступил в кадетский корпус в Потсдаме, а затем окончил среднюю школу в Гамбурге, куда был переведен его отец.
Принимал участие рядовым в войне 1866 года и офицером в войне с Францией 1870—1871 годов. 
В 1875 году поступил на дипломатическую службу. В 1881 году назначен советником германского МИДа. С 1885 по 1896 год был представителем Германии в управлении египетским государственным долгом.
В 1896—1898 годах — директор консульского отдела МИД. Во время его пребывания в должности началось строительство юго-западной африканской железнодорожной линии Свакопмунд-Виндхук в немецкой колонии Германская Юго-Западная Африка. Позже в колонии в его честь было названо почтовое отделение. 
В 1897 голу граф Бюлов, назначенный статс-секретарем иностранных дел, сделал его младшим статс-секретарем, а когда в октябре 1900 года Бюлов стал канцлером, то Рихтгофен занял место статс-секретаря по иностранным делам и занимал эту должность до конца жизни. Самостоятельного политического лица Рихтгофен не имел; он был тенью Бюлова. В 1904 году прусское правительство организовало в угоду России судебный процесс в Кёнигсберге, где обвинялись некоторые прусские граждане за помощь русским в доставке нелегальной литературы в Россию и т. п. Всю тяжесть переговоров с Россией по этому поводу взял на себя Рихтгофен и стойко вынес в рейхстаге и запросы, и крики: «пфуй»! Он же взял на себя ответственность за высылку русских эмигрантов, равносильную выдаче их русской полиции.
В 1905 году ему был присвоено звание государственного министра Пруссии.

## Награды и звания
- Почетный рыцарь Большого креста Королевского Викторианского ордена;

- Кавалер Большого креста ордена Восходящего солнца;

- Кавалер Большого креста ордена Святых Маврикия и Лазаря.